# Partikelverb
Als Partikelverb (auch: trennbares Verb oder Präverbgefüge; nach der englischen Bezeichnung phrasal verb auch phrasales Verb) wird in der Grammatik ein Typ von zusammengesetztem Verb bezeichnet, wie zum Beispiel im Deutschen „vorgehen“, gebildet aus vor + gehen. Definierend für den Begriff Partikelverb ist vor allem, dass es sich um sogenannte trennbare Verben handelt. Partikelverben wirken zwar in vieler Hinsicht wie ein einziges Wort, trotzdem erscheinen sie im Deutschen als zwei getrennte Wörter, wenn das finite Verb im Hauptsatz in der Erst- oder Zweitposition steht. Beispiel: vorgehen → „Er geht entschlossen dagegen vor.“
Partikelverben unterscheiden sich hierdurch von Präfixverben wie z. B. „ergehen“, wo der Wortteil er- nicht abtrennbar ist, vgl.: ??„Es geht ihm er wie allen anderen“. (In einer traditionell verbreiteten Redeweise werden unter Präfix in einem weiten Sinn Partikeln mit eingeschlossen; in neuerer Literatur werden hingegen die Begriffe Präfix und (Verbal-)Partikel eher als Gegenteile behandelt, so auch in diesem Artikel. In diesem engeren Sinn sind Präfixe also nie abtrennbar.) Fragen der Abgrenzung zwischen den beiden Typen werden im Artikel Präfix- und Partikelverben im Deutschen genauer behandelt.
Der in der Bezeichnung enthaltene Begriff der „verbalen Partikel / Verb(al)partikel“ ist ein anderer Begriff als die Partikel im Sinne einer Wortart. Im Fall der deutschen Partikelverben werden auch Wortteile in einem komplexen Verb als „Verbalpartikeln“ gezählt, die für sich genommen eindeutig Adjektiven oder Substantiven gleichen, neben den typischen Fällen wie bei vorgehen, wo sie einer Präposition gleichen. Definierend für den Begriff des Partikelverbs ist also nicht der übliche Begriff der Partikel, sondern der besondere Typ des Wortaufbaus und des grammatischen Verhaltens. Daher werden statt „Partikel“ teils auch andere Bezeichnungen benutzt, z. B. Präverb oder Verbzusatz.
Die Trennbarkeit ist ein Phänomen, das die Partikelverben zu einem Grenzfall zwischen Wort- und Satzgrammatik macht (zwischen Morphologie und Syntax).
Partikelverben sind in der gesamten Gruppe der germanischen Sprachen anzutreffen, ihre grammatischen Eigenschaften unterscheiden sich aber in einigen Hinsichten.

## Abgrenzung
Zum Begriff des Partikelverbs bzw. der Verbalpartikel existieren engere und weitere Definitionen. Die Definition, die in sprachvergleichender Sicht gegeben wird, ist enger als die fürs Deutsche übliche; sie erfasst aber die Fälle, die auch im Deutschen als die typischsten erscheinen.

### Engerer Begriff des Partikelverbs
Eine eng gefasste Definition, die sprachübergreifend gelten soll, charakterisiert Partikelverben als „Kombinationen von Verben mit präpositions-artigen Elementen“. Dies erfasst z. B. die englischen Fälle put on, put up, put out, put in und deckt sich mit der Angabe, dass es im Deutschen eine Gruppe von „präpositionalen Verbpartikeln“ gibt, etwa an- / auf- / aus- / ein-setzen und andere. Verbpartikeln verbinden sich als Einzelelement mit dem Verb; was als Ergänzung der jeweiligen Präposition erwartet würde, kann sich dann als Objekt des abgeleiteten Verbs im Satz finden, kann aber auch wegfallen (siehe den Abschnitt #Partikeln und Verbergänzungen).
Die Partikeln verhalten sich hierbei anders als Präfixe, da sie zumindest in manchen Konstruktionen syntaktisch vom Verb getrennt werden können. Von der deutschen Rechtschreibung werden jedoch Präfixverben und Partikelverben in Kontaktstellung gleich behandelt, etwa: verstehen und aufstehen (nur aufstehen ist aber trennbar: „Er stand auf“). Diese Rechtschreibregel sorgt für Mehrdeutigkeiten, da manche äußerlich gleichen Elemente in beiden Funktionen möglich sind: „umfahren“ (Partikel „um“) gegenüber „umfahren“ (Präfix „um-“). – Im Englischen besteht keine Verwechslungsmöglichkeit mit Präfixen, da Partikeln nach dem Verb folgen: Ein Partikelverb ist stand up, eine Präfigierung understand.
Definierend ist aber nicht nur die Trennbarkeit, sondern ebenso, dass Partikeln mit dem Verb in anderen Hinsichten ein einziges Wort bilden:
- Sie ziehen die Betonung des Gesamtprädikats an sich: „ankommen“ gegenüber „bekommen“.
- Partikeln können stets in Wortableitungen des Verbs eingehen. Deutsch: „umleiten“ – „Umleitung“, „annehmen“ – „Annahme“; Englisch (mit Schwierigkeiten): „pass by“ – „passer-by“, „take out“ – „taker-outer“ (sic).[4]
- Sie bilden, ebenso wie Präfixe, oft eine Bedeutungseinheit mit dem Verbstamm. Die Gesamtbedeutung lässt sich manchmal nicht aus den Teilen herleiten; hierdurch erscheint ein Partikelverb zwar als Verbindung mehrerer Wörter im Sinne der Syntax, aber als ein einziges Wort im Sinne der Wortbedeutung: „aufgeben“ (im Sinne von „kapitulieren“ anstatt „geben“), „beibringen“ (im Sinne von „lehren“ anstatt „herbeitragen“).

### Der weiter gefasste Begriff in der deutschen Grammatik
In der deutschsprachigen Grammatikliteratur wird eine verbale Partikel oft definiert als ein Wortbildungselement bei Verben, das abtrennbar ist sowie anderweitig auch als eigenständiges Wort vorkommt.
Verbpartikeln können damit verschiedenen Wortkategorien angehören. Folgende Typen werden ausdrücklich unterschieden:
- Präpositionale Verbpartikeln: z. B. an, auf, aus, bei, ein, ...
- Adverbielle Verbpartikeln: z. B. da, her, hin, los, weg... Viele sind auch mehrsilbig: darauf, dabei, hinunter, vorbei, zurück, zusammen...
- Adjektivische Verbpartikeln:  z. B. fest, gerade, gut, kurz, ...
- Substantivische Verbpartikeln: z. B. kopf(-stehen), rad(-fahren), stand(-halten), teil(-haben),...
- Bildungen mit verbalem Erstglied werden teilweise auch hinzugerechnet:[8] kennenlernen, stehenbleiben...

Diese Klassen haben unterschiedliche Eigenschaften:
- Die Bildungen mit präpositionalen und adverbiellen Partikeln sind sehr regelmäßig und produktiv, sie stellen die zahlenmäßig bedeutendsten Typen dar.
- Adjektivische Verbpartikeln sind teilweise Einzelfälle, die durch Zusammenrückung einer syntaktischen Verbindung erklärbar sind („krankfeiern, leichtfallen“), teilweise entsprechen sie Konstruktionen mit resultativem Adjektiv (siehe Prädikativum #Resultative Prädikativa), die als ein Wort aufgefasst wurden. Letzteres scheint regelmäßig möglich („den Teller leer essen / leeressen“).[9]
- Substantivische Verbpartikeln bilden eine kleinere und uneinheitliche Klasse. Die obigen Beispiele zeigen Bildungen, die im heutigen Deutsch problemlos trennbare Verben bilden und sich so in die Partikelverben einreihen; auch sie sind überwiegend Zusammenrückungen.

In manchen anderen Fällen sind Bildungen, die genauso aussehen wie substantivische Partikeln, nicht trennbar, oft auch in ungetrennter Form nur eingeschränkt verwendbar. Solche Fälle werden vor allem als Rückbildungen von zusammengesetzten Substantiven erklärt, zum Beispiel: „zwangsversteigern“ aus dem Kompositum Zwang-s + Versteigerung durch Rückbildung der Substantivierung -ung im zweiten Teil, nicht bildbar auf Basis des Verbs „versteigern“. Diese Fälle sind also keine Partikelverben. Siehe hierzu im Artikel Präfix- und Partikelverben im Deutschen #Sonderfälle bei der Verb-Voranstellung.

## Syntax der Partikelverben im Deutschen

### Trennung im Satz
Die Abtrennbarkeit von Partikeln bezieht sich größtenteils darauf, dass im Verbzweit- und Verberst-Satz das finite Verb ohne seine Partikel in die linke Satzklammer gestellt wird. Dies ist als Voranstellung des finiten Verbs und Zurücklassung der Partikel zu beschreiben (nicht als Verschiebung der Partikel ans Satzende; siehe die Diskussion unter Prädikat (Grammatik) #Mehrteilige Prädikate aus mehreren Verben).
| Vorfeld           | linke Klammer | Mittelfeld    | rechte Klammer |                                 |
| ----------------- | ------------- | ------------- | -------------- | ------------------------------- |
| Wie rücksichtslos | --            | er            | vorgeht!       | (Verb-End-Satz, Exklamativsatz) |
| Er                | geht1         | rücksichtslos | vor --1        | (Verb-Zweit-Satz, Aussagesatz)  |

Eine selbständige Versetzung der Partikel findet sich vereinzelt aber auch. Manchmal ist es möglich, eine Partikel ins Vorfeld des Aussagesatzes zu stellen:
| Vorfeld | linke Klammer | Mittelfeld               | rechte Klammer   |                                |
| ------- | ------------- | ------------------------ | ---------------- | ------------------------------ |
|         | ...dass       | es schon in dieser Woche | losging          | (Verb-End-Satz)                |
| Es      | ging1         | schon in dieser Woche    | los --1          | (Verb-Zweit-Satz)              |
| Los2    | ging1         | es schon in dieser Woche | --2 --1          | (alternativer Verb-Zweit-Satz) |
| Los2    | ist1          | es schon da              | --2 gegangen --1 | (nur Partikel bewegt)          |

Bei Vorfeldstellung eines infiniten Partikelverbs kann nicht getrennt werden, z. B. nicht: *„Wickeln wird er es nicht ein,“ sondern nur „Einwickeln wird er es nicht.“
Am Satzende die Partikel vom Verb zu trennen, ist nur sehr marginal möglich. Solche Beispiele sind im Standarddeutschen allenfalls aus dichterischer Sprache belegt, zusätzlich aber auch aus Dialekten:
- „ Heut im Traum sah ich sie wieder / Und von allen Bergen ging / Solches Grüßen zu mir nieder / Daß ich an zu weinen fing.“ (Joseph von Eichendorff)
- „Ham sa groud aa mit assn gfanga?“ (Itzgründisch, Sonneberg/Thüringen: „Haben sie gerade an mit essen gefangen?“)

Im Niederländischen sind ähnliche Konstruktionen regelmäßig möglich, siehe unten im Abschnitt #Richtungsparameter.

### Partikeln und Verbergänzungen
Verbale Partikeln verhalten sich oft wie ein intransitiver Gebrauch der entsprechenden Präposition (dann oft auch als Adverb bezeichnet), z. B. ist in den deutschen Bildungen
- „an+rufen“
- „(den Brief) ab+schicken“
- „(den Hut) auf+setzen“

sinngemäß noch erschließbar, dass man sich „an jemanden wendet“, einen Brief „von irgendwo ab schickt“ oder den Hut „auf etwas (den Kopf) setzt“, jedoch sind solche Ergänzungen syntaktisch nicht mehr notwendig, anders als beim eigenständigen Gebrauch dieser Präpositionen im Satz.
Einige Verbalpartikeln sind auch völlig neutral bezüglich der Objekte des Verbs, d. h. (in)transitive Verben bleiben (in)transitiv:
- Aktionsart (Beginn bzw. vollständiger Abschluss): „laufen“ (intr.) – „loslaufen“ (intr.); „essen“ (tr./intr.) – „aufessen“ (tr./intr.)
- Komitativ: „ein Bier trinken“ – „ein Bier mittrinken“

Im Zusammenspiel mit den Verbergänzungen ist es eine charakteristische Erscheinung, dass eine Präposition durch eine Partikel am Verb gedoppelt wird:
- „aus der Kirche austreten“
- „in den Hafen einfahren“

Präfixbildungen (mit be-, durch- etc.) funktionieren häufiger so, dass sie eine Präposition ersetzen (so dass das Verb dann nur noch mit Akkusativobjekt steht; etwa: „auf die Leiter steigen“ – „die Leiter besteigen“). Im Vergleich dazu ist dieses Muster bei Partikelverben auffällig selten, findet sich allerdings mit der Partikel an:
- „an die Herdplatte fassen“ – „die Herdplatte anfassen“
- „Der Hund pinkelt an den Baum“ – „Der Hund pinkelt den Baum an.“

Im Fall von Postpositionen (nachgestellten Präpositionen) können die beiden Konstruktionen überhaupt schwer zu unterscheiden sein:
- „Der Park liegt der Kirche gegenüber.“

1. [der Kirche gegenüber] liegen
2. der Kirche [gegenüberliegen]
Manche Partikeln bringen eine neue Ergänzung zum Prädikat ein, vor allem ab:
- „(nach etwas) suchen“ – „das Gelände (danach) absuchen“

Typisch ist dies auch für resultative Adjektive, die in der deutschen Grammatik als Partikelverbbildungen analysiert werden können (aber stattdessen auch als syntaktische Kombinationen angesehen werden können; in der englischen Grammatik wird jedoch zwischen Partikeln und resultativen Adjektiven unterschieden):
- „boxen“ – „den Freund freiboxen“

## Wortstruktur der deutschen Partikelverben
Die syntaktische Trennbarkeit zeigt bereits, dass die Verbindung der Partikel mit dem Verb charakteristisch locker ist. Aufgrund dessen ist es auch umstritten, ob zwei Partikeln bei einem Verb angefügt werden können, da die Wortstruktur und Betonungserfordernisse dann widersprüchlich werden könnten. Siehe hierzu unter Präfix- und Partikelverben im Deutschen #Verben mit zwei Partikeln.
Die Lockerheit der Verbindung zeigt sich auch in anderer Weise in der Bildung der Flexionsformen („morphologische Trennbarkeit“). Die beiden Arten von Trennbarkeit decken sich allerdings nicht in allen Fällen (siehe hierzu die verschiedenen Sonderfälle, die im Artikel Präfix- und Partikelverben im Deutschen genannt sind).

### Bildung von Flexionsformen
Neben der Trennung im Satz ist die auffälligste Eigenheit von Partikelverben, dass das zu- des Infinitivs erst nach der Partikel steht, hingegen vor Präfix und Verbstamm:
- vor + stell- → „vorzustellen“
- be-stell- → „zu bestellen“
- vor+be-stell- → „vorzubestellen“

Das zu des Infinitivs wird gewöhnlich als Flexionsmerkmal des Verbs aufgefasst, das durch einbettende Verben oder Konjunktionen gefordert werden kann (etwa „weil er [zu schlafen] scheint“ bzw. „um [zu schlafen]“). (Siehe allgemein unter Rektion #Statusrektion.)
Es handelt sich also generell darum, dass nur der Teil des Verbs flektiert wird, der nach der Partikel steht. Auch die sogenannte Partizipform des Verbs ist in Konstruktionen wie dem Perfekt („ich habe geschlafen“) eine Variante einer Infinitivform, die vom Perfekt-Hilfsverb „haben“ verlangt wird. Die Partizipform wird im ersten folgenden Beispiel durch ein Zirkumfix (umklammerndes Affix) ge-...-t gebildet, weil ein einfacher Verbstamm vorliegt, und im zweiten Beispiel nur von ...-t, weil bereits das Präfix be- vorliegt, das mit dem Teil ge-... konkurriert:
- stell- → „gestellt“
- be-stell- → „bestellt“

Die Partikel steht einfach vor diesen Formen, ohne weitere Wechselwirkung:
- auf + stell- → „auf + gestellt“
- vor + bestell- → „vor + bestellt“

Ebenso verhält sich sogar die Substantivableitung mit Ge-...-e. Die Partikel steht außerhalb davon:
- herum + renn- → das Herumgerenne

Analog erwartet man für die finiten Formen eine Gliederung, die dann auch die Voranstellbarkeit des engeren finiten Teils erklärt:
- „dass du es aufstellst“ → auf+[stell-st]

### Die Frage nach dem Wortbildungstyp
Die Trennung zwischen Partikel und Verbstamm im Satz und zusätzlich in der Wortstruktur ist eine Herausforderung für die grammatische Analyse, die zu verschiedenartigen Erklärungsversuchen geführt hat:
Möglichkeit 1 – Syntaktische Konstruktion
Es könnte sein, dass Partikel und Verb gar kein Fall von Wortbildung, sondern einfach zwei getrennte Satzteile sind, also dass es sich bei Partikelverben um eine syntaktische Konstruktion handelt, auch in Kontaktstellung am Satzende (wenngleich die deutsche Rechtschreibung Zusammenschreibung in einem orthographischen Wort vorsieht).
Zumindest für Partikeln mit modifizierender Funktion wie „vor“ im Sinne von „vorweg, vorbereitend“, z. B. „den Ofen vorheizen“ oder „los“ wie in „losrennen“ kann eine Analyse als syntaktische Verbindung zunächst als unplausibel empfunden werden. Insbesondere fällt „losrennen“ in den Bereich der Aktionsart, die als Angelegenheit der Wortbedeutung gesehen wird. Bei Partikeln, die mehr mit der Funktion von Präpositionen oder gar Adjektiven übereinstimmen, kann dies anders beurteilt werden; hier wurde auch schon vermutet, dass Partikeln sogar größere syntaktische Einheiten mit eigenen Ergänzungen bilden können. Auch die Vorfeldstellung von Partikeln scheint für eine syntaktische Verbindung zu sprechen. Das Phänomen der Wortbildung aus Partikelverben (z. B. „Umleitung“) erfordert dann jedoch Zusatzannahmen, eventuell die Annahme, dass verschiedene Typen von Partikelverbbildungen möglich sind, also dass sie stets zwischen einer syntaktischen und einer morphologischen Bildungsweise wechseln können.
Möglichkeit 2 – Komposita
Der Aufbau eines deutschen Partikelverbs ähnelt einem Kompositum (Wortzusammensetzung). Da Präposition eine eigenständige Wortart ist, zählen Verbindungen mit Präpositionen als erstem Teil tatsächlich sonst als Komposita, nicht als Präfigierung, etwa in den Substantivkomposita: „Fürwort“, „Ausweg“, „Gegenlicht“, „Vorgarten“.
Einzuwenden ist, dass diese Einstufung nicht wirklich erklärt, wieso die Bildungen dann syntaktisch trennbar sind. Es muss also hierfür ein besonderer Typ von trennbarem Kompositum gefordert werden, der als Distanzkompositum (in einem weiten Sinn) bezeichnet worden ist.
Ein Problem ist dann wiederum, dass in anderen Arten von Bildungen, die sich von Partikelverben unterscheiden, eine genauere Entsprechung zu einer Komposition bei Verben gesehen wurde. Tatsächlich wird auch der Begriff „Distanzkompositum“ oft enger verwendet, und nur auf Bildungen bezogen wie z. B. „radfahren, kennenlernen, sitzenbleiben, achtgeben, festhalten“ – dies sind ehemalige syntaktische Verbindungen, wo Verben mit einem benachbarten Wort „zusammengewachsen“ (univerbiert) sind. Dies ist ein gradueller, individueller Prozess, anders als die vollkommen produktiven Partikel-Verb-Kombinationen. Diese Distanzkomposita im engen Sinn stehen nochmals anderen Bildungen gegenüber, die (im Gegensatz zu „kennenlernen“) einen reinen Verbstamm als Erstglied aufweisen: „drehbohren, rührbraten“ und andere. In einigen Handbüchern werden ausdrücklich nur diese letzteren als verbale Komposita anerkannt – und diese sind nun nicht syntaktisch trennbar.
Möglichkeit 3 – Partikelverbbildung als Verfahren eigener Art
Diese Lösung wird von verschiedenen Quellen in unterschiedlicher Perspektive bevorzugt.
Von einer morphologischen Einteilung herkommend, klassifiziert Eisenberg (2020) Verbalpartikeln zwar als Affixe, aber als Typ, der innerhalb dieser Klasse eigenständig neben Präfixen (und Suffixen) steht.
Von einer syntaktischen Einteilung her kommend, ist auch vorgeschlagen worden, einen besonderen Typ der syntaktischen Verbindung zu definieren, der so eng ist, dass sich in ihm Wortstruktur und Satzstruktur überlagern können. In diesem Zusammenhang ist auch eine Analogie zu den Mechanismen gesehen worden, die in anderen Fällen zum sogenannten zusammengesetzten Prädikat des Deutschen führen. In dieser Sicht kann eine Partikel ein syntaktisches Objekt sein, ohne eine ganze syntaktische Phrase sein zu müssen.

## Partikelverben im Sprachvergleich
Die germanischen Sprachen zeigen durchweg Partikelverb-Phänomene, allerdings mit grammatischen Unterschieden. Diese werden im Folgenden genauer dargestellt.
Eine weitere Sprache mit Partikelverben ist das Ungarische.

### Richtungsparameter
Ein wesentlicher Unterschied kommt durch die Eigenschaft der Rektionsrichtung zustande: In den kontinental-westgermanischen Sprachen (z. B. Deutsch, Niederländisch) stehen die Objekte vor dem Verb (Grundwortstellung Subjekt-Objekt-Verb), in den nordgermanischen Sprachen und dem Englischen nach dem Verb (Subjekt-Verb-Objekt). Dies wird auch als der VO/OV-Parameter bezeichnet. Alle germanischen Sprachen besitzen nun Verbalpartikeln, aber sie befinden sich jeweils auf unterschiedlichen Seiten des Verbs, nämlich immer auf derselben Seite wie auch das Objekt:
Niederländisch und Deutsch:
- Zij probeerde haar moeder op te bellen.
- Sie versuchte ihre Mutter an-zu-rufen.

Englisch und Norwegisch:
- John kicked out the dog.
- John sparka ut hunden.

Die Reihenfolge im Englischen ist bemerkenswert, weil sonst kein Material zwischen Verb und direktem Objekt stehen darf. Dieser Kontrast zeigt, dass die Partikel – wie im Deutschen – als Teil des Verbs aufzufassen ist, denn gleichartige Reihungen sind nicht möglich mit Richtungadverbialen, die als echter Satzteil zählen statt als Verbalpartikel:
- to push out the box / to push away the box
- nicht: ?? to push inside the box / ?? to push upwards the box.

Das Niederländische unterscheidet sich vom Deutschen nur in Einzelheiten, vor allem können zwischen einem Verb und seiner Partikel andere Teile des zusammengesetzten Prädikats erscheinen (wobei außerdem die Reihenfolge der Verben anders ist als im Deutschen):
- dat Jan het meisje wil opbellen

– oder:
- dat Jan het meisje op wil bellen

(dass Jan das Mädchen an will rufen)
In den germanischen SVO-Sprachen ist oft eine getrennte Stellung der Partikel in der anderen Richtung möglich, also nach dem Objekt („particle shift“):
Englisch:
- John kicked out the dog / kicked the dog out

Norwegisch:
- John sparka ut hunden / sparka hunden ut

Eine Ausnahme ist das Schwedische, wo die Partikel nicht nach dem Objekt stehen kann:
- Simon kastade ut soporna.

(Simon warf hinaus den-Müll)
 ?? Simon kastade soporna ut

### Verb-Zweit-Sätze in skandinavischen Sprachen
Eine andere Unterscheidung innerhalb der germanischen Sprachen betrifft die Verbzweit-Stellung: Hier verhalten sich fast alle anderen Sprachen so wie das Deutsche und haben im Hauptsatz das Verb in der Zweitposition – die Ausnahme ohne Verbzweitstellung ist nur das Englische. Diese Unterscheidung läuft also quer zum VO/OV-Unterschied: Es gibt OV-Verbzweitsprachen wie Deutsch oder Niederländisch und auch VO-Verbzweitsprachen wie Norwegisch, Schwedisch, Isländisch (siehe V2-Stellung #Unterschiede in der Basis für die V2-Stellung).
Der Verbzweitsatz ist im Deutschen die Satzform, die die Trennung von Verb und Partikel erzwingt; ganz genauso ist es in den nordgermanischen Sprachen, es ist nur dort weniger leicht sichtbar. Man benötigt hier Beispielsätze mit Adverbial im Vorfeld und dem Subjekt im Satzinneren – erst dann wird klar, dass Verb und Partikel in Wirklichkeit getrennt stehen und dass die Partikel nicht mit dem Verb in der Verbzweit-Position zusammensteht. Vergleiche:
Deutsch
SOV-Basis; Partikel stets in der rechten Klammer:
| Vorfeld | linke Klammer | Mittelfeld (Subj., Obj.) | rechte Klammer |  |
| ------- | ------------- | ------------------------ | -------------- |  |
| Gestern | schickte1     | er das Geld              | ab --1         |  |

Isländisch
„Gestern überwiesen sie das Geld“; Verbzweit-Hauptsatz mit SVO-Basis: Partikel bleibt im Satzinneren.
| Vorfeld  | linke Klammer | Mittelfeld:Subjekt | rechte Klammer | Mittelfeld: Objekt |
| -------- | ------------- | ------------------ | -------------- | ------------------ |
| Í gær    | sendu1        | þeir               | --1 upp        | peningana          |
| (Gestern | sandten       | sie                | hinauf         | das-Geld)          |

Jedoch kann die Partikel nicht vor dem Subjekt erscheinen, denn dies wäre die V2-Position des Verbs:
- ?? Í gær sendu upp þeir  peningana.

Diese Trennung im Verbzweit-Satz gilt auch für das Schwedische, obwohl dort im Satzinneren keine Trennung zwischen Verb und Partikel möglich ist:
- Då sparkade han bort bollen.

(Dann trat er weg den-Ball)
Würde in dem obigen isländischen Beispiel das Subjekt im Vorfeld stehen, wäre der Fall nicht eindeutig („þeir sendu upp peningana í gær“). Wenn also in den Beispielen des vorigen Abschnitts die norwegischen und schwedischen Beispiele genauso aussahen wie die Englischen, dann täuschte hier die Oberflächenfolge: Im englischen SVO-Satz „He kicked out the dog“ bildeten Verb und Partikel in Kontaktstellung ein einziges zusammengesetztes „V“, das norwegische „John sparka ut hunden“ muss als Hauptsatz aber ein Verbzweit-Satz sein, also stand das Subjekt im Vorfeld, das Verb „sparka“ in der linken Klammer und „ut“ im Satzinneren.